# Contea di Hamlin
La contea di Hamlin ( in inglese Hamlin County ) è una contea dello Stato del Dakota del Sud, negli Stati Uniti. La popolazione al censimento del 2000 era di 5 540 abitanti. Il capoluogo di contea è Hayti.